# Волтер Скіннер
Волтер Сергєй Скіннер (англ. Walter Sergei Skinner) — персонаж фантастичної франшизи, яка ґрунтується навколо телесеріалу «Цілком таємно». Роль виконав Мітч Піледжі. Скіннер — помічник директора ФБР. Служив в Корпусі морської піхоти США під час війни у В'єтнамі. Скіннер спочатку був безпосереднім керівником Фокса Малдера та Дейни Скаллі. Пізніше він виконував ті ж обов'язки для Джона Доггетта та Моніки Рейес. Незважаючи на те, що Скіннер спочатку зображувався антагоністично, він урешті-решт став близьким другом Малдера та Скаллі. З'являвся в епізоді серіалу «Самотні стрільці» та в обох фільмах за мотивами основного серіалу.

## Біографія
Перед тим як прийти у ФБР, Скіннер воював у В'єтнамі. Він служив у морській піхоті. Волтер Скіннер є безпосереднім начальником Малдера та Скаллі. Він застерігав їх, що незвичайні методи розслідування можуть мати жахливі наслідки, і незабаром за наказом «найвищих рівнів уряду» закриває «X-Files». Однак після викрадення Скаллі він знову відкриває їх — бо «це те, чого вони бояться найбільше», говорить він Малдерові, не роз'яснюючи, хто саме «вони».
Багато разів виручав своїх агентів, вступаючи у відкриту конфронтацію з Курцем та іншими, викликаючи небезпеку на себе: його важко ранить найманий убивця, а якось його намагаються усунути, обвинувативши в убивстві повії. Він укладає угоду з Курцем, і в обмін на лікування Скаллі від раку виконує брудну роботу — знищує всі докази вбивства. Загалом для своїх агентів — як батько рідний, однак вони часто приписують йому різні погані задуми: іноді його незаслужено обвинувачують у зрадництві.

## Цікаві факти
- Очі: карі.
- Домашня адреса: 17 поверх Віва Тауер в Кристал-Сіті, Вірджинія.
- Освіта: Університет Техаса.